# Shanhaiguan

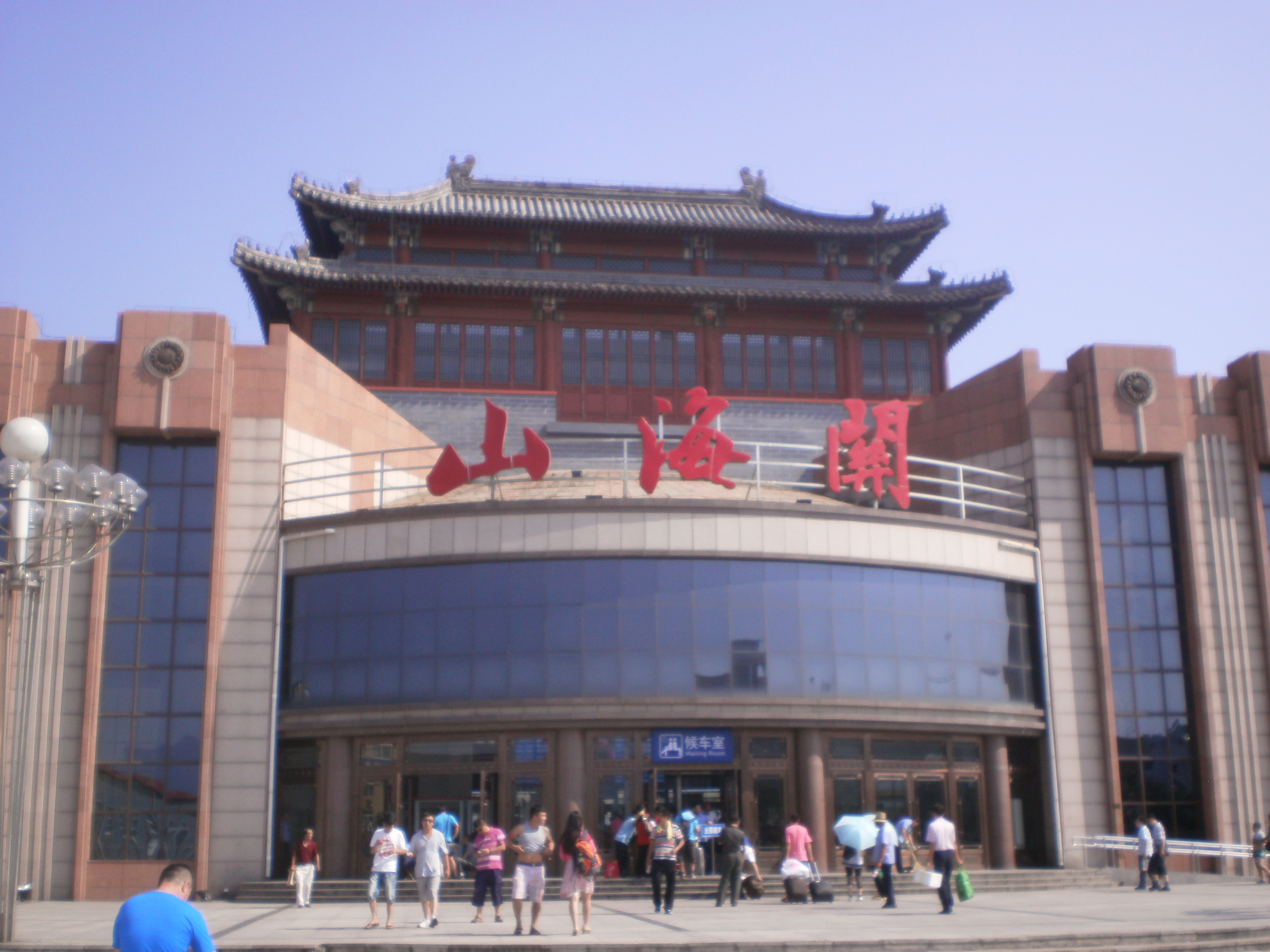
Bahnhof von Shanhaiguan

Der Stadtbezirk Shanhaiguan (山海关区,  Shānhǎiguān Qū) gehört zum Verwaltungsgebiet der bezirksfreien Stadt Qinhuangdao (秦皇岛市) in der chinesischen Provinz Hebei. Er hat eine Fläche von 205,8 km² und zählt 220.000 Einwohner (Stand: Zensus 2020).